# Fadak TV
Спутниковый телеканал «Фадак» (араб. قناة فدك الفضائية‎) — исламский шиитский спутниковый канал. 27 января 2011 возобновил своё вещание в связи с переходом на обслуживание другой вещательной компанией, где в течение недели вёл тестовое вещание, пока не перешёл на штатный режим работы.

## История
Основоположником канала является Ясир аль-Хабиб аль-Кувейти, скандально известный шиитский шейх, который в суннитском мире известный как сторонник несоблюдения такийи (шиитского воздержания в вопросах веры когда угрожает опасность)
Канал занимается критикой общины суннизма как экстремистской, также ведёт да’ват шиизма, ругая иранскую политическую теорию Хомейни «Вилаят аль-Факих», обвиняя режим в искажении шиизма под влиянием суфизма.
Канал впервые начал вещание 20 сентября 2010 года, но через 6 дней был вынужден прекратить вещание в связи с прекращением обслуживания вещательной компанией, что само руководство канала связало с угрозами правительств арабских государств. В начале 2011 снова возобновил своё вещание.
За всё время работы канала, Fadak TV смог привести в шиизм больше тысячи приверженцев суннитской версии ислама. Алжирская пресса обрушилось на Ясира аль-Хабиба за пропаганду своего канала в Алжире, в газете писалось что «пропаганда Шиизма в стране, мешает молодым суннитам Алжира, и превращает их в рафидитов».

## Контент
- Как был искажён Ислам (араб. كيف زيف الإسلام‎) — серия лекций шейха Ясира аль-Хабиба на тему того, как (согласно имамитскому нарративу) такие личности как Умар ибн аль-Хаттаб и Абу Бакр ас-Сиддик, почитаемые в суннизме, исказили истинный ислам.
- Коранические исследования (араб. البحوث القرآنية‎).
- Ложь о справедливости сподвижников (араб. كذوبة عدالة الصحابة‎) — серия лекций Ясира аль-Хабиба с критикой некоторых персоналий в истории ислама, признаваемых суннитами праведными сахаба.
- Построение собственного будущего (араб. بناء شخصية المستقبل‎) — серия лекций на тему морали ислама.
- Сеансы обсуждений (араб. جلسات الحوار‎) — серия диалогов со зрителями, в которой Ясир аль-Хабиб отвечает на заданные ему вопросы.
- Освобождение личности шиита (араб. تحرير الإنسان الشيعي‎).
- Ответ на надуманные возмущения сторонников Аиши (араб. الرد على الضجة المفتعلة من أنصار عائشة‎) — программа Ясира аль-Хабиба, записанная в ответ на волну возмущения суннитов публичным празднованием годовищны смерти Аиши на 17-й день Рамадана 1431 года по хиджре в студии канала.
- Академические уроки по азам фикха (араб. الدروس الحوزوية في القواعد الفقهية‎).
- Уроки по риваятам, знанию и риджалю (араб. دروس الرواية والدراية والرجال‎) — изучение хадисов согласно шиитской методологии.
- Когда ты увидишь нас, а мы — тебя (араб. متى ترانا ونراك‎) — серия лекций шейха Аббаса Агайя, касающаяся связанных с махди (двенадцатым имамом шиитов-двунадесятников).
- Любимцы Аллаха в Коране (араб. أولياء الله في القرآن‎) — серия лекций иракского шейха Хайдера аль-Мусави, касающаяся Ахль аль-Байт в Коране.
- Ахляк дома Пророка (араб. أخلاق آل النبوة‎) — серия лекций кувейтского шейха Абдуллаха аль-Халяфа, касающаяся поучительных историй о Ахлю-ль-Бейт.
- Минбар Истины (араб. منبر الحقيقة‎) — серия лекций шейха Абдуллаха аль-Хиджри.
- Последователи Ахлю аль-Байт (араб. أصحاب أهل البيت‎) — серия лекций Абдуллаха аль-Халяфа, посвящённая сахаба 12 Имамов.
- Речевые сливки (араб. زبدة الكلام‎) — программа на тему арабской поэзии и литературы, которую ведёт иракский поэт Ахмад Абу Табих.
- Шиитские факихи (араб. فقهاء الشيعة‎) — серия лекций Абдуллаха аль-Халяфа на тему деятельности рафидитского духовенства.
- Лекции (араб. محاضرات‎) — лекции Ясира аль-Хабиба на разные темы.
- Серия этическим тем (араб. سلسلة مواضيع أخلاقية‎) — серия лекций на тему этики и Ислама Абдул Амира аль-Хафаджи.

### Специальные программы
- Познавшие, что я — Фатима (араб. اعلموا أني فاطمة‎) — серия лекций Аббаса Агайя, посвящённых Фатиме, на годовщину её смерти.
- Ночи Фатимы (араб. الليالي الفاطمية‎) — серия лекций Ясира аль-Хабиба, посвящённых Фатиме, на годовщину её смерти.
- Ночи Хусейна (араб. الليالي الحسينية‎) — серия лекций Ясира аль-Хабиба, посвящённых Имаму Хусейну, на Ашуру.
- Ночи Казима (араб. الليالي الكاظمية‎) — серия лекций Ясира аль-Хабиба, посвящённых Имаму Казиму, на годовщину его смерти.
- Делай хадж Мухаммада, а не хадж Умара (араб. حجوا محمدياً ولا تحجوا عمرياً‎) — серия лекций Аббаса Агайя на паломнический сезон.

Также на канале в разное время выступали Хасан Шехата, Абдул Хамид аль-Мухаджир.

### Программы на Рамадан 1432 года после хиджры
- Ночи Рамадана (араб. الليالي الرمضانية‎), ведущий — Ясир аль-Хабиб.
- Коранические исследования (араб. البحوث القرآنية‎), ведущий — Ясир аль-Хабиб.
- Час прошедший (араб. ساعة سوالف‎), ведущий — Ахмед Абу Табих.
- Мы с вами (араб. نحن معكم‎).
- Лекции на Рамадан (араб. حاضرات رمضانية‎), ведущий — Абдул Амир аль-Хафаджи.

## Скандальность
Из-за чрезвычайно жёсткого подхода в критике суннизма (включая обвинения, что тот является источником терроризма) и отстаивании шиизма, а также нестеснения вести программы на политическую тему (поддержка восстания в Бахрейне и протестов в Катифе, критика движений ХАМАС и Хизболлы, критика иранского режима, концепций вилаят аль-факих и вахдат аль-вуджуд, разных шиитских деятелей за излишнюю по мнению канала умеренность, поддержка бидунов в Кувейте, критика короля Марокко Мухаммада VI и пр.) «Фадак» имеет скандальную славу в арабском мире. По мнению некоторых более умеренных шиитов-рафидитов вещание телеканала «Фадак» даёт суннитским клерикам вроде Аднана аль-Арура, Мухаммада аз-Зугби и Мухаммада аль-Арифи повод для разжигания ненависти к рафидитскому Исламу на их телеканалах вроде Safa TV и Wesal TV. За свои программы подпадал под в Британии попадал под расследование Ofcom (официальное правительственное управление по коммуникациям) за т.н. язык вражды, по результатам которого претензии были отозваны из-за отсутствия полномочий для закрытия. Считается, что принадлежит к контенту медиаканалов сейида Садыка аш-Ширази.

## Доступность
На начало 2016:
- ID на спутниках сети Нилсат: 11354
- ID на спутниках сети Hot Bird: 12520
- ID на спутниках сети Optus: 12706
- На Roku: https://owner.roku.com/add/fadak (недоступная+ссылка) (vanity access code: fadak)